# Gornja Vrbica
Gornja Vrbica este un sat din comuna Petnjica, Muntenegru. Conform datelor de la recensământul din 2003, localitatea are 536 de locuitori (la recensământul din 1991 erau 972 de locuitori).

## Demografie
În satul Gornja Vrbica locuiesc 370 de persoane adulte, iar vârsta medie a populației este de 31,0 de ani (30,2 la bărbați și 31,7 la femei). În localitate sunt 125 de gospodării, iar numărul mediu de membri în gospodărie este de 4,29.
|  |

| Demografie | Demografie | Demografie |
| An         | Locuitori  | Locuitori  |
| ---------- | ---------- | ---------- |
|            |            |            |
|            |            |            |
|            |            |            |
|            |            |            |
| 1948       | 745        |            |
| 1953       | 800        |            |
| 1961       | 830        |            |
| 1971       | 850        |            |
| 1981       | 996        |            |
| 1991       | 972        | 960        |
| 2003       | 833        | 536        |

| \| Componența etnică conform recensământului din 2003[2] \| Componența etnică conform recensământului din 2003[2] \| Componența etnică conform recensământului din 2003[2] \| Componența etnică conform recensământului din 2003[2] \| Componența etnică conform recensământului din 2003[2] \| \| ----------------------------------------------------- \| ----------------------------------------------------- \| ----------------------------------------------------- \| ----------------------------------------------------- \| ----------------------------------------------------- \| \| \| \| \| \| \| \| Bosniaci \| Bosniaci \| \| 475 \| 88,61% \| \| Musulmani \| Musulmani \| \| 48 \| 8,95% \| \| Muntenegreni \| Muntenegreni \| \| 4 \| 0,74% \| \| Sârbi \| Sârbi \| \| 1 \| 0,18% \| \| necunoscută \| necunoscută \| \| 2 \| 0,37% \| |              |  |     |        |
| Componența etnică conform recensământului din 2003 |              |  |     |        |
| |              |  |     |        |
| Bosniaci | Bosniaci     |  | 475 | 88,61% |
| Musulmani | Musulmani    |  | 48  | 8,95%  |
| Muntenegreni | Muntenegreni |  | 4   | 0,74%  |
| Sârbi | Sârbi        |  | 1   | 0,18%  |
| necunoscută | necunoscută  |  | 2   | 0,37%  |